# Aérodrome de Sitía
Pour les articles homonymes, voir JSH.
L'aérodrome de Sitía « Vicenzos Kornaros » (code IATA : JSH • code OACI : LGST) est un petit aéroport de la municipalité de Sitía, dans la partie orientale de la Crète, en Grèce. L'aéroport est situé dans la région Bonta, à 1,2 km au nord/nord-ouest du centre-ville de Sitía. Il porte le nom de Vicenzos Kornaros, poète local né en 1553.

## Situation

### Carte des aéroports en Grèce
| \| 50 km1:6 137 000 \| Agrinion Aktion Alexandreia Alexandroúpoli Andravida Áraxos Astypalée Athènes · E. Venizélos Céphalonie La Canée Chios Corfou Héraklion Icarie Ioannina Kalamata Kalymnos Karpathos Kassos Kastellórizo Kastoria Kavala Cythère Kos Kotroni Kozani Larissa Lemnos Leros Milos Mykonos Mytilène Naxos Néa Anchíalos Paros Rhodes Maritsa Samos Santorin Sitía Skiathos Skyros Sparte Syros Tanagra Tatoi Thessalonique Tripoli Tympaki Zante Kastélli |
| 50 km1:6 137 000 |

## Statistiques
Pour des raisons techniques, il est temporairement impossible d'afficher le graphique qui aurait dû être présenté ici.

Voir la requête brute et les sources sur Wikidata.

## Compagnies aériennes et destinations
| Compagnies            | Destinations                                               |
| --------------------- | ---------------------------------------------------------- |
| Olympic Airways       | Athènes E.-Venizélos                                       |
| Scandinavian Airlines | En saison charter: Copenhague-Kastrup                      |
| Sky Express           | Alexandroúpoli-Démocrite, Prévéza-Aktion, Zante D.-Solomós |

Édité le 21/02/2020  Actualisé le 13/05/2023